# Trauermantel

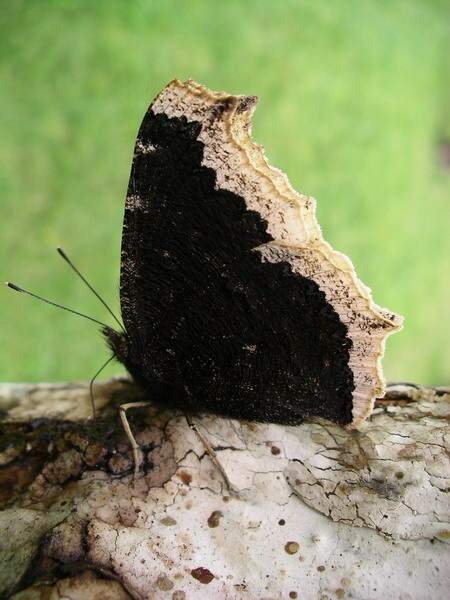
Flügelunterseite

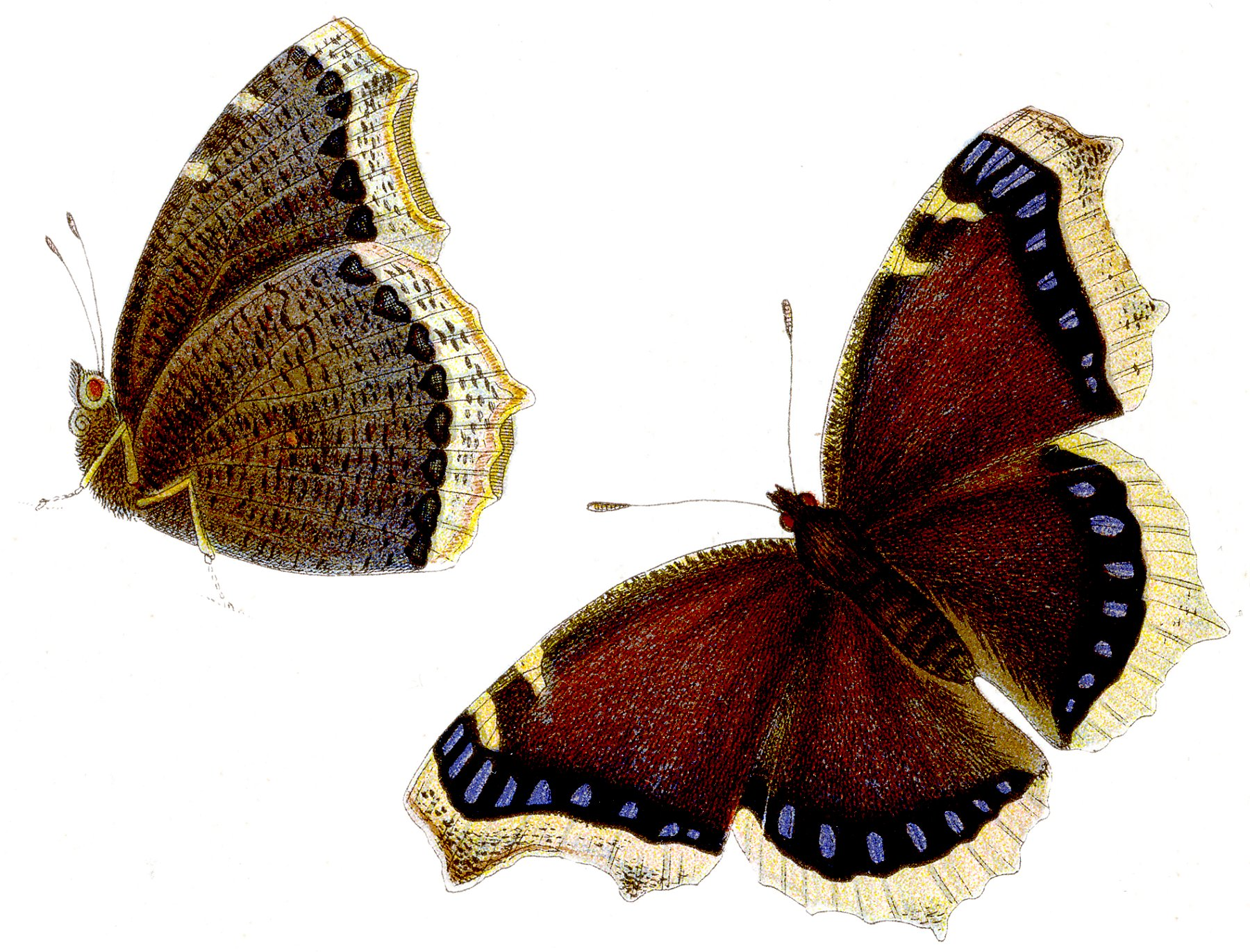
Illustration von Jacob Hübner (um 1800)

Der Trauermantel (Nymphalis antiopa) ist ein Schmetterling (Tagfalter) aus der Familie der Edelfalter (Nymphalidae). Das Artepitheton leitet sich von einem griechischen Frauennamen ab.

## Merkmale
Die Falter erreichen eine Flügelspannweite von 55 bis 75 Millimetern. Die Oberseite ihrer Flügel ist überwiegend dunkelbraunviolett gefärbt. Der Rand ist cremefarbig bis hellgelb und leicht gezackt. Nach der Überwinterung verblasst der gelbe Rand und ist dann weiß. Hinter dem gelben Rand schließt ein schwarzer Rand an, der zahlreiche aneinandergereihte, blaue Flecken einschließt. Am Flügelvorderrand kann man an diesem dunklen Rand einen hellen Fleck und einen weiteren etwas weiter innen erkennen. Die Unterseite der Flügel ist überwiegend schwarz gefärbt, darüber hinaus findet sich nur der gelbe Rand, dessen Farbe deutlich blasser als auf der Oberseite ist. Die Flügelunterseiten sind ähnlich wie die Oberseiten, jedoch unregelmäßig schmutzig gefärbt. Der dunkle Bereich weist helle Flecken auf, der helle Rand dunkle.
Die Raupen werden 50 bis 55 Millimeter lang. Sie sind schwarz gefärbt und weisen eine sehr feine, weiße Punktierung auf. Am Rücken tragen sie charakteristische rotorange Flecken. Darüber hinaus haben sie lange, schwarze Dornen und sind  weiß behaart.

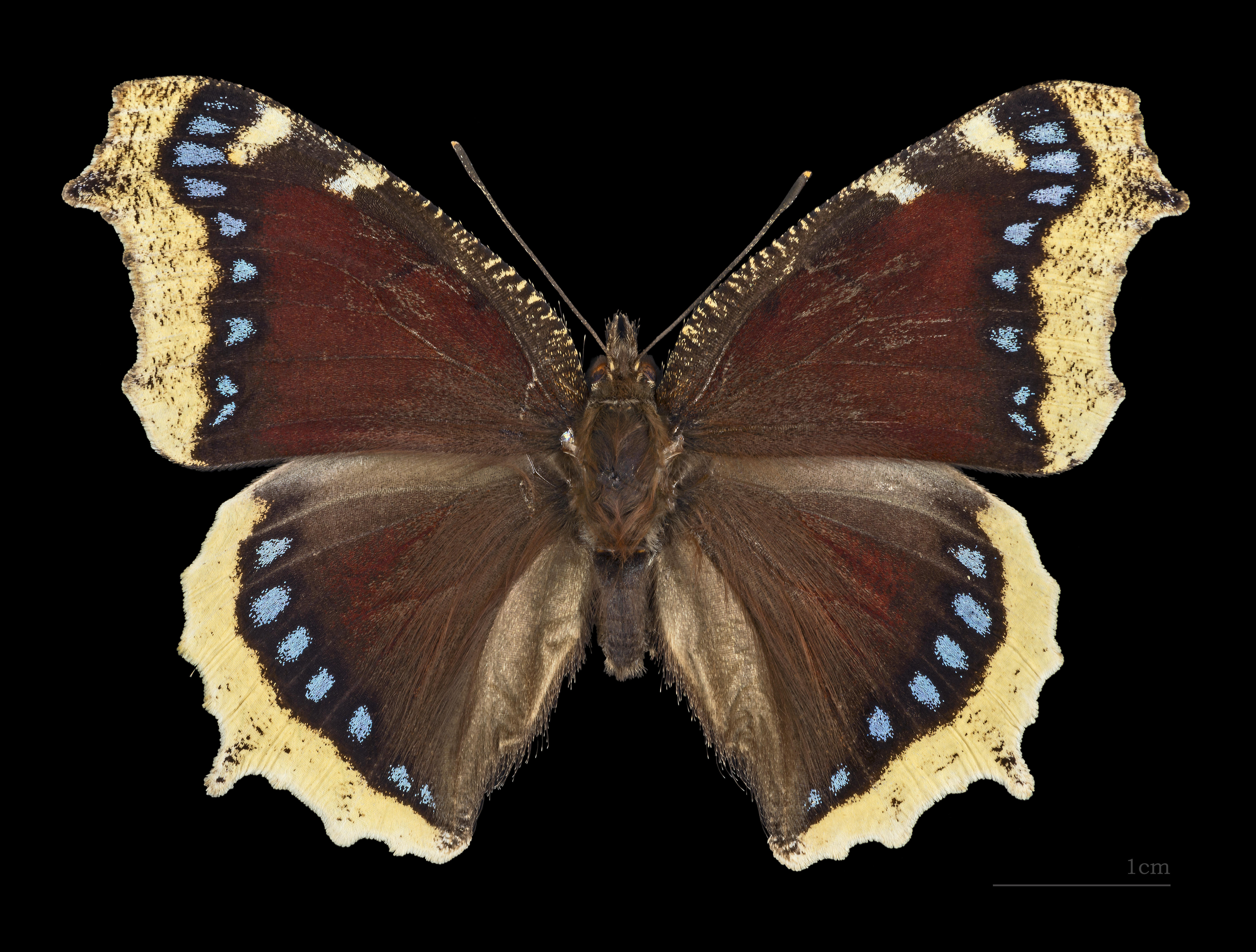
♂
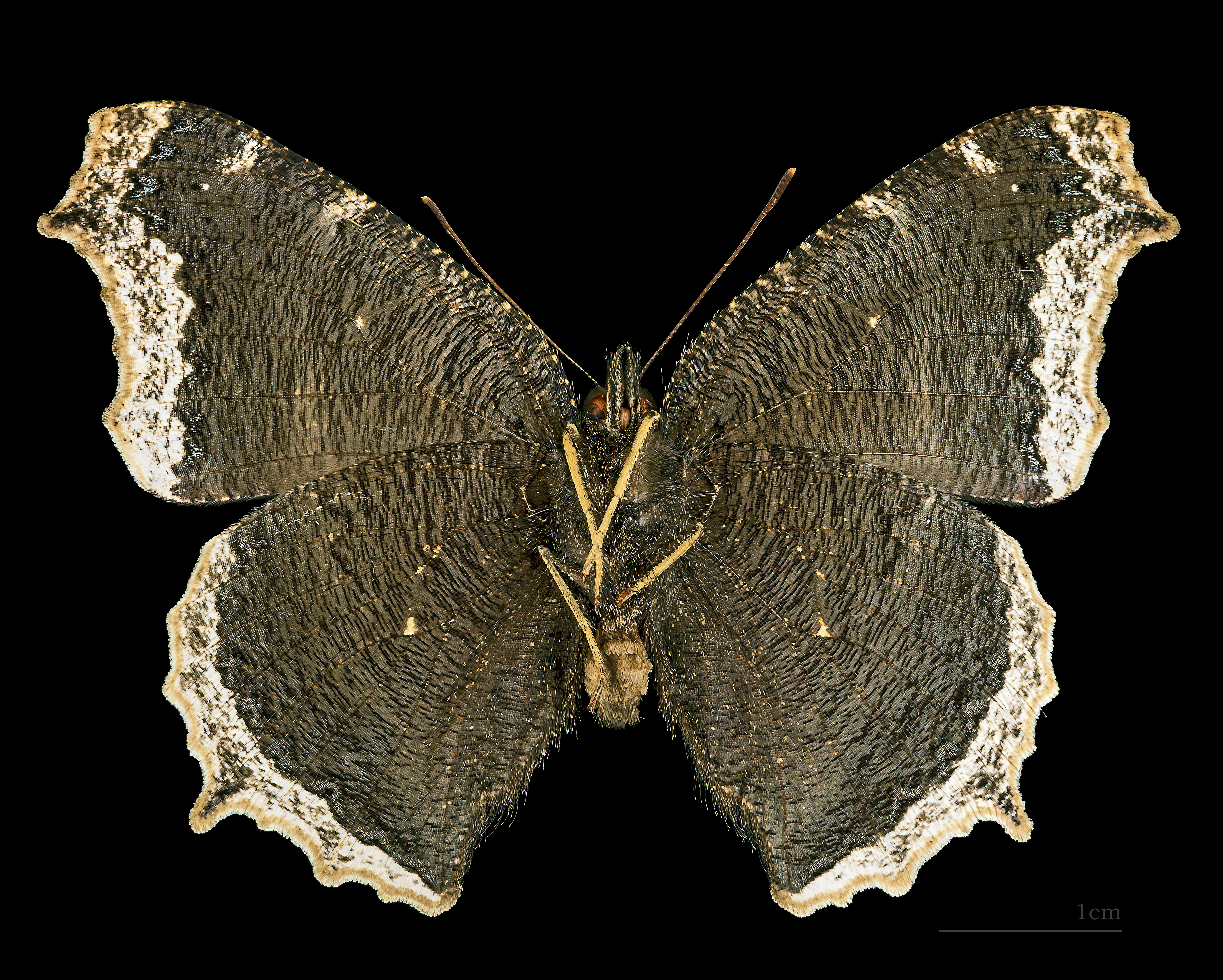
♂ △
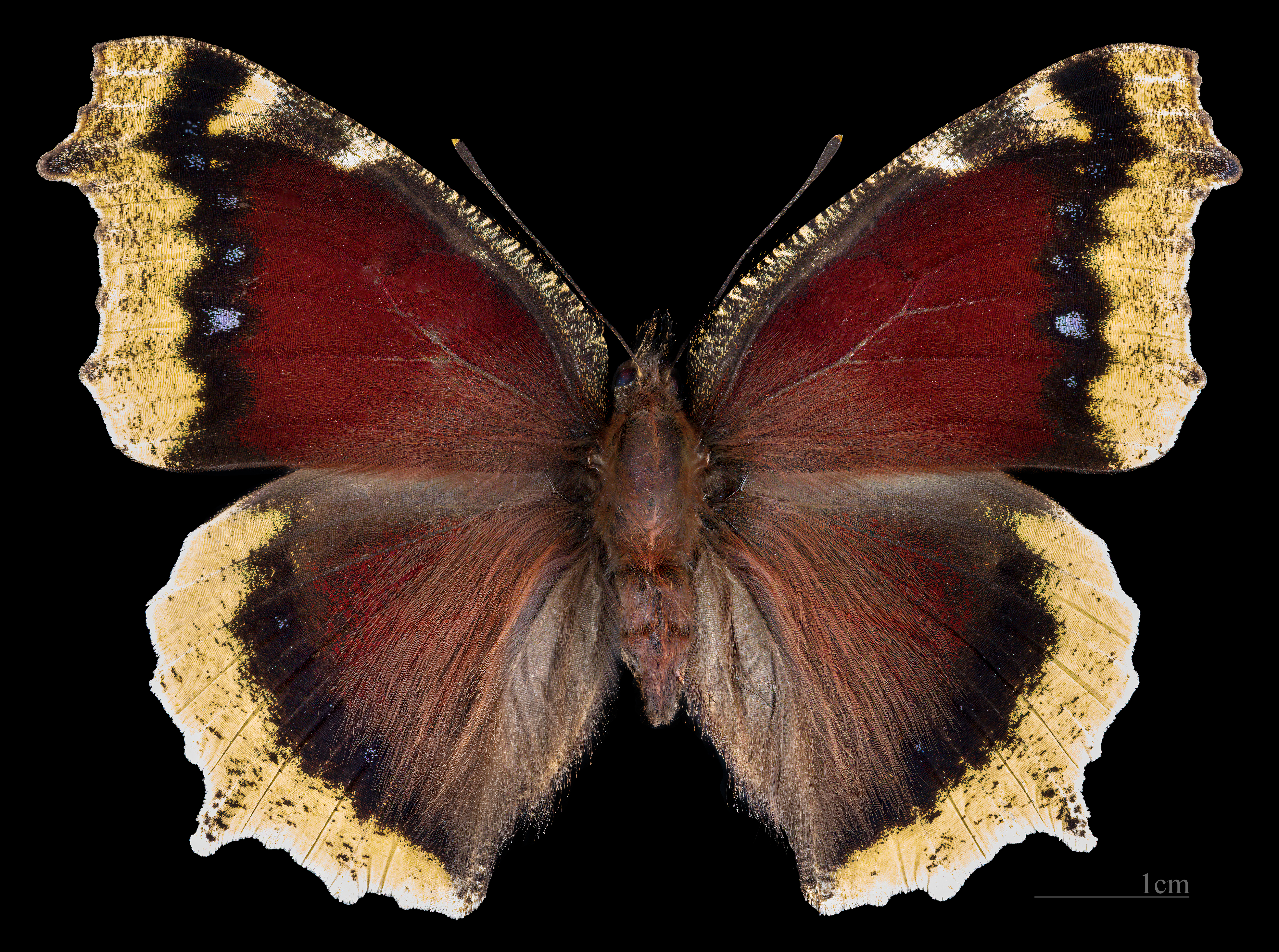
Abweichende Form Ex larva  ♂
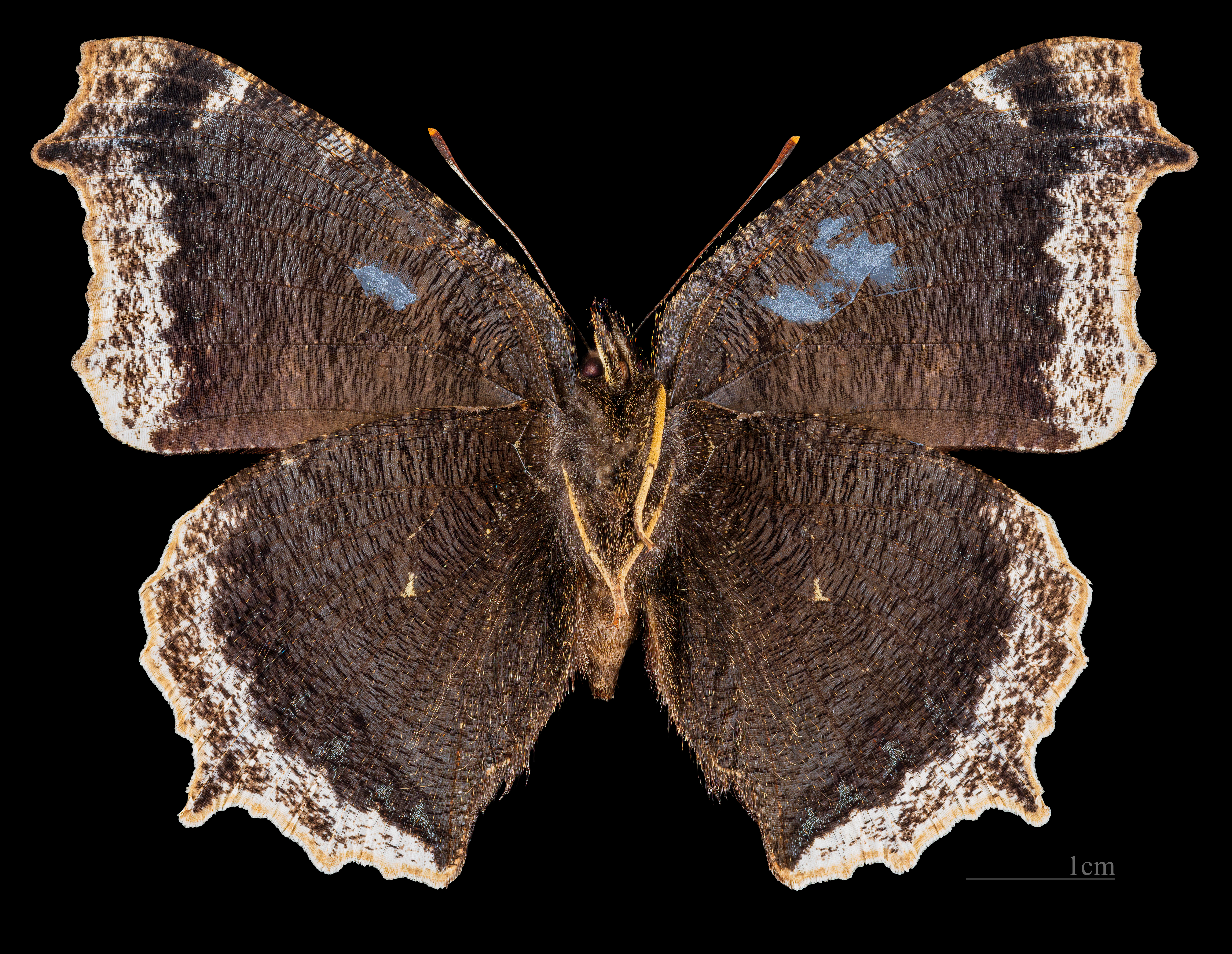
Abweichende Form Ex larva  ♂  △

## Vorkommen
Die Falter kommen in ganz Europa – außer im Nordwesten Skandinaviens und dem äußersten Norden – und in Asien, östlich bis nach Japan vor. Auch in weiten Teilen Nordamerikas sind sie heimisch, kommen aber, wie auch sonst, nur in Bereichen mit Kontinentalklima vor. Sie leben vor allem in lichten, offenen und feuchten Laubwäldern, man findet sie aber auch in Obstgärten und an Alleen. Sie fliegen dabei bis in Höhen von ca. 2000 Meter.

## Lebensweise
Die Imagines saugen nur selten an Blüten, sondern überwiegend an Baumsäften und Fallobst. Nur im Frühjahr findet man sie oft an Weidenblüten. Sie sind Wanderfalter und breiten sich bereits direkt nach dem Schlupf aus. Die Überwinterung der Falter findet beispielsweise in Astlöchern und Mauerspalten statt.

### Flug- und Raupenzeiten
Der Trauermantel fliegt in einer Generation ab Ende Juli und nach der Überwinterung bis Juni. Sie fliegen also, abgesehen von den Wintermonaten, das ganze Jahr über, bis auf eine Sommerpause zwischen Juni und Juli. Die Raupen findet man dabei im Juni und Juli.

### Nahrung der Raupen
Die Raupen ernähren sich vor allem von Birken wie z. B. Hänge-Birke (Betula pendula) und breitblättrigen Weiden wie z. B. Sal-Weide (Salix caprea) und auch von Ulmen (Ulmus).

## Entwicklung

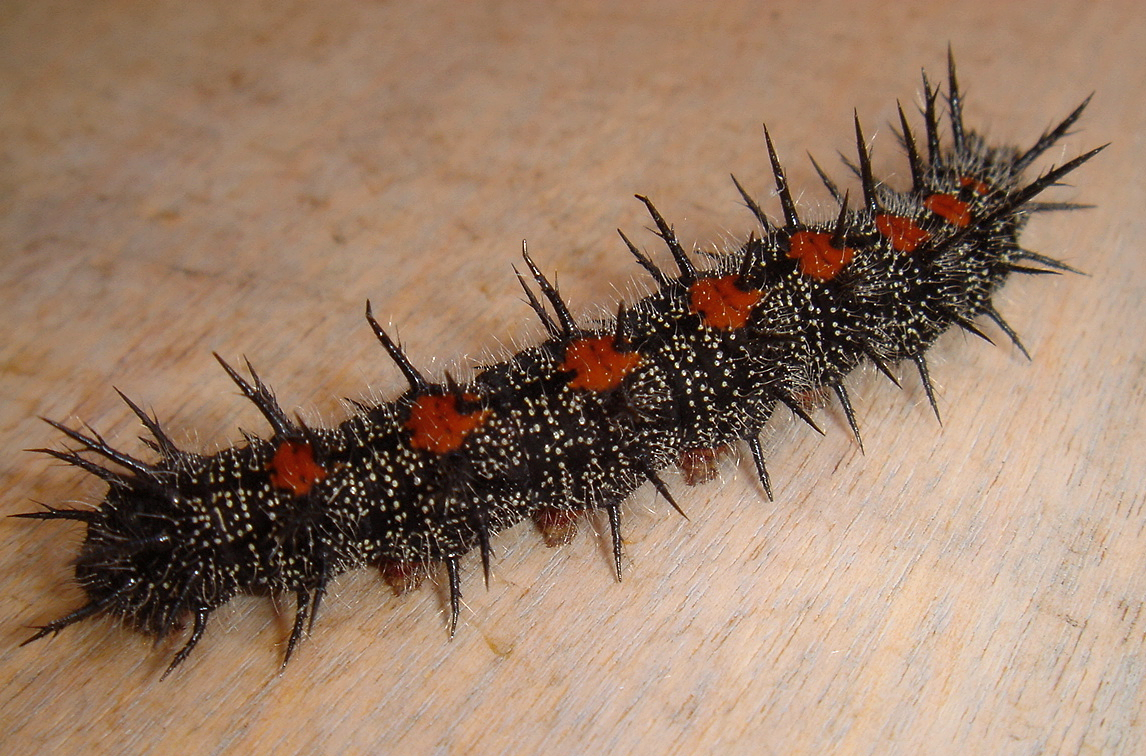
Raupe des Trauermantels

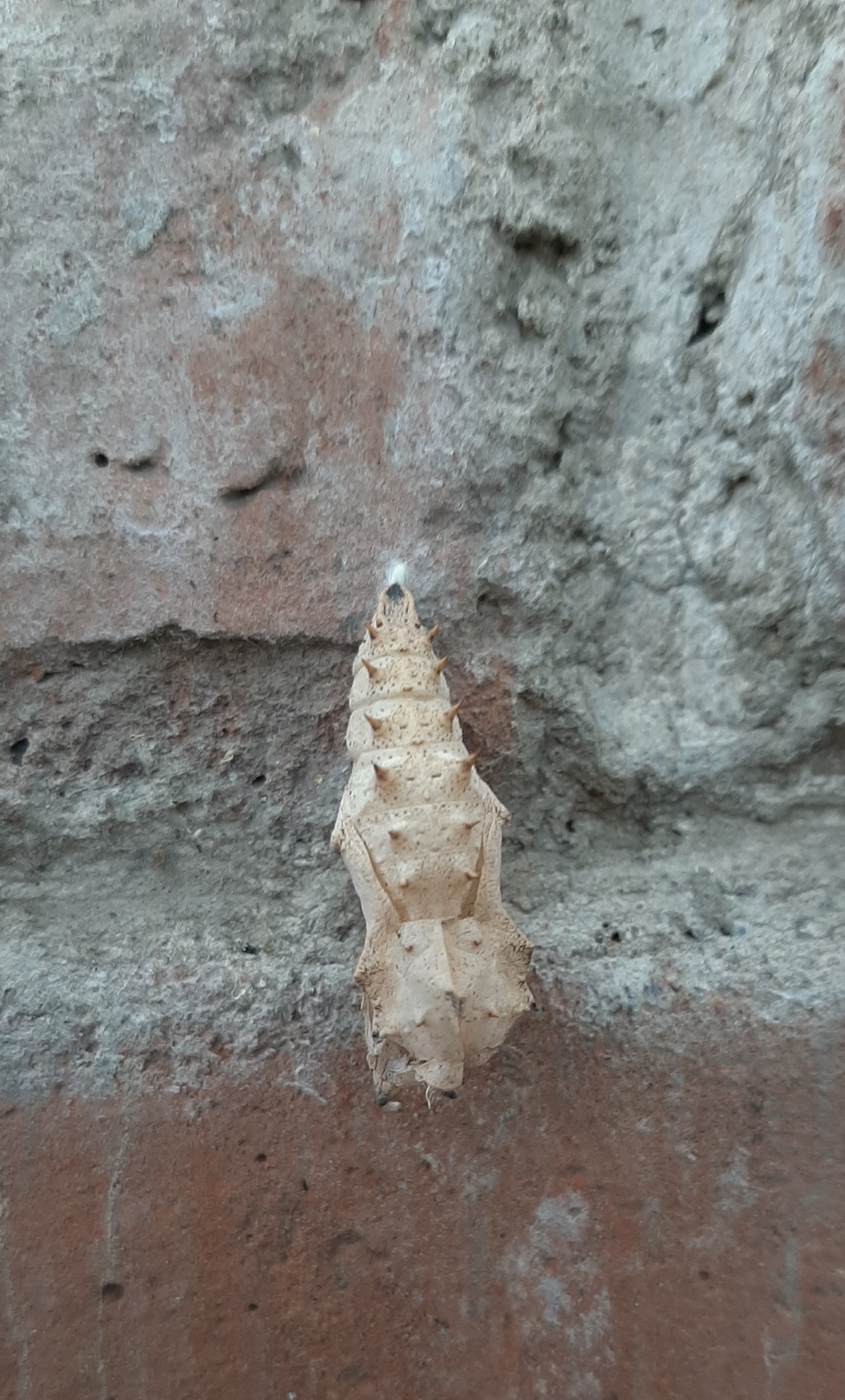
Stürzpuppe, Trauermantel

Die Weibchen legen ihre Eier in Gruppen von 100 bis 200 Stück in dicken Ringen, die nicht geschlossen sind, an dünnen Zweigen der Futterpflanzen ab. Die daraus schlüpfenden Raupen leben gemeinschaftlich und fressen systematisch einen Zweig nach dem anderen ab. Nach der letzten Häutung leben sie dann in kleinen Gruppen jeweils auf verschiedenen Zweigen. Sind sie ausgewachsen, machen sie sich auf die Suche nach einem geeigneten Platz zur Verpuppung. Dabei legen sie mitunter große Wegstrecken zurück. 
Die Verpuppung findet an Felsen, Mauern und an Sträuchern in einer hellbraunen bis gräulichen Stürzpuppe statt. Viele Raupen werden durch Parasitoiden wie Schlupfwespen befallen und gehen dadurch zugrunde. Die Häufigkeitsschwankungen, in denen die Falter auftreten, begründen sich wahrscheinlich in der Stärke des Parasitenbefalls.
Der Trauermantel gehörte zu den bekannten Arten, mit denen man Temperaturversuche anstellte (etwa die Standfuss'sche Versuchsreihe oder die Frings'schen Temperaturversuche).

## Gefährdung und Schutz
Der Trauermantel wird heute in vielen Teilen Europas als mehr oder weniger stark gefährdet eingestuft und ist in seinen Populationen insbesondere in Mitteleuropa stark rückläufig. Ausnahmen bilden feuchte und kühle Regionen. So sind sie unter anderem im Bergland zu finden.
- Rote Liste BRD: V (auf der Vorwarnliste)[7]

## Etymologie
Der deutsche Name „Trauermantel“ spiegelt sein Aussehen wider. Im 17. und 18. Jahrhundert waren an der männlichen, schwarzen Trauertracht helle Stoffbinden, sogenannte Pleureusen, an den Ärmeln befestigt. Der Trauermantel erinnerte die Menschen an ebendiese Kleidung durch seine hellen Ränder der ansonsten dunklen Flügel.
Der wissenschaftliche Name erinnert an Antiope, die in der griechischen Mythologie zwei Söhne mit Zeus zeugte, Amphion und Zethos. Sie musste die beiden weggeben und im Exil bei König Lykos leben. Dessen Gemahlin Dirke war sehr eifersüchtig, sodass Antiope in die Einöde fliehen musste. Dort traf sie bei einem Fest ihre beiden Söhne und Dirke wieder. Dirke befahl ihnen, Antiope von einem Stier zu Tode schleifen zu lassen. Nur durch einen Zufall erkannten die Zwillinge Antiope und so banden sie Dirke an den Stier. Da Antiope wegen trauriger Begebenheiten bekannt wurde, ist der Trauermantel nach ihr benannt.